# Joana Mortágua
Joana Rodrigues Mortágua (Alvito, 24 de junho de 1986) é uma política portuguesa. Foi deputada à Assembleia da República, dirigente nacional do partido Bloco de Esquerda e vereadora na câmara municipal de Almada. É licenciada em Relações Internacionais com especialização em América Latina pelo Instituto Superior de Ciências Sociais e Políticas da Universidade Técnica de Lisboa e frequenta atualmente o mestrado.

## Biografia
Juventude
Filha de Camilo Mortágua, histórico ativista revolucionário e um dos assaltantes do Banco de Portugal na Figueira da Foz no Estado Novo e membro fundador da LUAR, é irmã gémea da também dirigente do Bloco de Esquerda Mariana Mortágua e prima afastada da eurodeputada socialista Maria João Rodrigues.
Iniciou-se no ativismo social aos 15 anos enquanto voluntária da Associação Justiça e Paz, sediada em Coimbra, uma organização de defesa dos direitos humanos e das mulheres. Na escola secundária, foi representante dos alunos nos órgãos da escola. Mais tarde, desenvolveu ativismo estudantil em vários movimentos na faculdade empenhando-se na luta contra o processo de Bolonha e o RJIES. Trabalhou para a Fundação Ernesto Roma.
Filiou-se no Bloco de Esquerda aos 18 anos, tendo como primeira experiência a participação na organização do Movimento Jovens pelo SIM na campanha pela despenalização do aborto. Foi cabeça-de-lista pelo círculo eleitoral de Évora nas eleições legislativas de 2009. Foi presidente da associação política UDP entre 2010 e 2015.
Atividade
Integra a Mesa Nacional, Comissão Política e o Secretariado Nacional do Bloco de Esquerda. Foi membro do grupo negocial que viria a firmar a posição conjunta entre o Bloco de Esquerda e o Partido Socialista, que abriria o caminho para a formação de um governo minoritário do PS e o derrube do governo PSD/CDS.
Nas eleições autárquicas de 2013, foi a cabeça-de-lista do Bloco de Esquerda à Câmara Municipal de Almada, não tendo sido eleita para aquele organismo.
Em 2015, foi eleita deputada pelo círculo de Setúbal. Na Assembleia da República foi coordenadora do Grupo Parlamentar do Bloco de Esquerda na Comissão de Educação e Ciência, membro da Comissão de Trabalho e Segurança Social e dos Grupos de Trabalho da Educação Especial, Número de Alunos por Turma, Regime de Valorização Profissional dos Trabalhadores em Funções Públicas e Acompanhamento das Transferências de Competências na Educação.
Enquanto deputada esteve na primeira fila da defesa da escola pública, tendo apresentado o projeto sobre racionalização dos contratos de associação. Atualmente é uma das organizadoras do Movimento Escola Democrática, que junta vários especialistas da educação como Ana Benavente, Sérgio Niza, David Rodrigues ou Alexandra Lucas Coelho.

Em 2017 e 2021, foi eleita vereadora pelo Bloco de Esquerda na Câmara Municipal de Almada.

## Ligações Externas
- Gémeas Mortágua no topo
- O bando dos seis: quem é quem na nova direção do Bloco de Esquerda?